# Athlético New Oil FA
L'Atlético Olympic Football Club és un club de futbol de la ciutat de Bujumbura, Burundi.
Va ser fundat el 1989 com Athlético Bujumbura, el 1995 es fusionà amb Olympique Bujumbura esdevenint Athlético Olympic Football Club.
En acabar la temporada 2018-19 va perdre la categoria, però arribà a un acord amb el recent ascendit Top Junior Kayanza per romandre a primera amb el nom Athlético Academy. L'any 2021 es fusionà amb New Oil FC fomant el Athlético New Oil Football Academy.
| Athlético Olympic | Athlético New Oil |

## Palmarès
- Lliga burundesa de futbol: [5]
  - 2004, 2011

- Copa burundesa de futbol: [6]
  - 2000